# Ice Hotel
Ice Hotel è il primo EP pubblicato dal rapper statunitense XXXTentacion l'11 maggio 2014 su Soundcloud.

## Tracce
1. Ice Hotel (featuring SZA) – 3:33 (testo: Solána Rowe, Jahseh Onfroy – musica: Sir CRKS, XXXTentacion)
2. Inuyasha (featuring Lil Red dot) – 1:37 (testo: Lil Red dot, Jahseh Onfroy – musica: Bitoy)
3. 0C3AN *clip – 1:23 (testo: Jahseh Onfroy – musica: MYRROR)
4. Blood Stains (featuring DRUGZZ, Ski Mask the Slump God) – 5:26 (testo: Jahseh Onfroy, DRUGZZ, Stokeley Goulbourne – musica: SquillsBeats)
5. VeryRareBoyz (featuring Lil Red dot, Ski Mask the Slump God) – 2:24 (testo: Jahseh Onfroy, Lil Red dot, Stokeley Goulbourne – musica: KaiBeatz)
6. Sounds Of The Melting Pot – 2:28 (testo: Jahseh Onfroy – musica: HYDRO (US))
7. FUCK V2 [Bonus] (featuring Ski Mask the Slump God) – 2:40 (testo: Jahseh Onfroy, Stokeley Goulbourne – musica: XXXTentacion)

## Formazione
Musicisti
- XXXTentacion – voce, testi, produzione
- SZA - voce, testi
- Lil Red dot - voce, testi
- DRUGZZ - voce, testi
- Ski Mask the Slump God - voce, testi

Produzione
- Sir CRKS - produzione
- Bitoy - produzione
- MYRROR - produzione
- SquillsBeats - produzione
- Hydro (US) - produzione
- Cokey - ingegneria, missaggio